# Eozynofilowe zapalenie żołądka i jelit

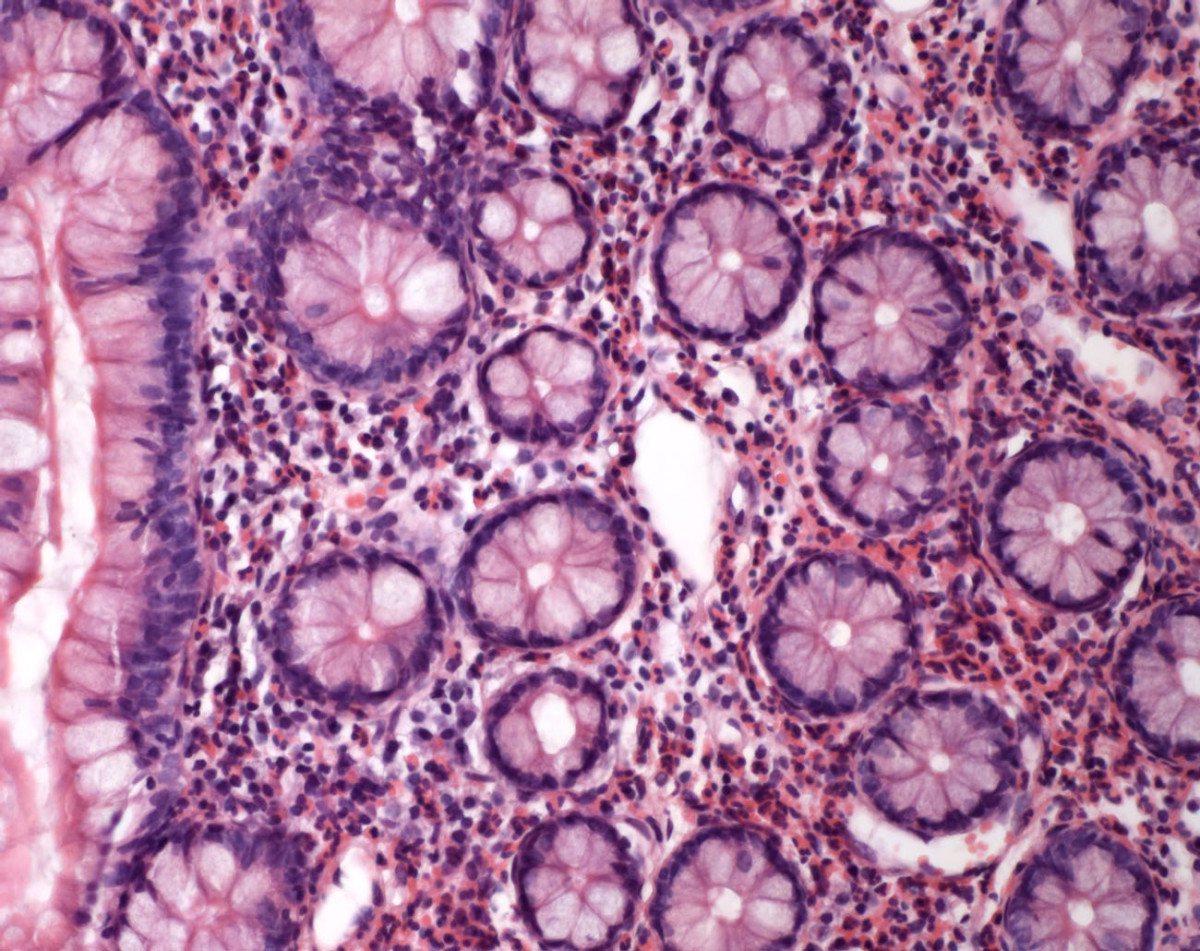
Obraz bioptatu jelita krętego u 17-letniej kobiety z rozpoznanym eozynofilowym zapaleniem żołądka i jelit. Widoczny naciek eozynofilów. Barwienie H-E, powiększenie 100×

Eozynofilowe zapalenie żołądka i jelit (ang. eosinophilic gastroenteritis)
– heterogenna grupa rzadkich chorób, charakteryzujących się nacieczeniem tkanek przewodu pokarmowego przez eozynofile. Opisane po raz pierwszy przez Kaijsera w 1937 roku. Objawy i przebieg mogą być różne w zależności od lokalizacji, a także głębokości i zaawansowania zmian w ścianie przewodu pokarmowego. Można wyróżnić typy: śluzówkowy, mięśniowy i surowicówkowy, w zależności od głębokości nacieku. Każdy odcinek przewodu pokarmowego może być zajęty, opisywano też izolowane zajęcie dróg żółciowych. Najczęściej jest to żołądek, następnie jelito cienkie i okrężnica.

## Patogeneza
Uszkodzenie ściany przewodu pokarmowego w eozynofilowym zapaleniu żołądka i jelit spowodowane jest jej nacieczeniem przez eozynofile i degranulację.
Eozynofile odpowiedzialne są za zwalczanie pasożytów, mają też udział w reakcjach alergicznych. W warunkach fizjologii są obecne w śluzówce przewodu pokarmowego, natomiast ich obecność w głębiej położonych tkankach niemal zawsze świadczy o patologii. Czynniki odpowiedzialne za inicjację nacieczenia ściany jelita przez eozynofile w eozynofilowym zapaleniu żołądka i jelit nie są dobrze poznane. Możliwe, że różne mechanizmy patogenetyczne występują w różnych grupach chorych. U niektórych pacjentów opisywane były alergia pokarmowa i zmienna odpowiedź IgE na alergeny pokarmowe, co sugeruje rolę nadwrażliwości w patogenezie choroby. U części pacjentów stwierdza się dodatni wywiad w kierunku schorzeń z kręgu atopii, wyprysku atopowego, astmy itp.
Rekrutacja eozynofilów do tkanki zapalnej jest złożonym procesem, regulowanym przez szereg cytokin prozapalnych. W przebiegu eozynofilowego zapalenia żołądka i jelit odpowiedzialnymi za rekrutację i degranulację eozynofilów cytokinami mogą być IL-3, IL-5 i GM-CSF. Stwierdzono ich obecność w zmienionej chorobowo ścianie jelita metodami immunohistochemicznymi. Ponadto, wykazano, że eotaksyna odgrywa kluczową rolę w taksji eozynofilów do lamina propria śluzówki żołądka i jelita cienkiego. Uważa się, że w podtypie choroby przebiegającym z alergią alergeny pokarmowe przechodzą przez śluzówkę i inicjują odpowiedź zapalną, na którą składa się degranulacja komórek tucznych i rekrutacja eozynofilów.

## Objawy i przebieg
Eozynofilowe zapalenie żołądka i jelit zazwyczaj daje kombinację niespecyficznych objawów przewlekłego zapalenia przewodu pokarmowego, do których należą ból brzucha, nudności, wymioty, biegunka, utrata wagi i wzdęcia. Około 80% pacjentów przejawia objawy przez wiele lat; choroba jest bardzo rzadka, dlatego postawienie rozpoznania EG wymaga wysokiej czujności klinicznej. Niekiedy objawem EG może być ostry brzuch lub niedrożność.
- Typ śluzówkowy EG (25-100%) jest najczęstszy[17][18]; daje objawy zespołu złego wchłaniania i enteropatii z utratą białka. Stwierdza się też utratę apetytu i niedokrwistość. Krwawienie z dolnego odcinka przewodu pokarmowego może być wyrazem zajęcia okrężnicy.
- Typ mięśniowy EG (13-70%) objawia się niedrożnością odźwiernika lub jelita cienkiego; niekiedy jako niedrożność kątnicy lub wgłobienie
- Podśluzówkowy typ EG (4,5% – 9% w Japonii, 13% w USA[19]) objawia się wodobrzuszem o charakterze zazwyczaj wysiękowym i nasiloną eozynofilią obwodową, dobrze odpowiada na leczenie kortykosteroidami.

Innymi opisywanymi objawami EG są zapalenie dróg żółciowych, zapalenie trzustki, eozynofilowe zapalenie śledziony, ostre zapalenie wyrostka robaczkowego i oporne na leczenie owrzodzenie dwunastnicy.